# Eckersdorf (Freital)
Eckersdorf ist ein zum Stadtteil Hainsberg der sächsischen Großen Kreisstadt Freital im Landkreis Sächsische Schweiz-Osterzgebirge gehöriges Dorf.

## Geographie
Eckersdorf liegt im Süden des Freitaler Stadtgebietes. Nördlich des Ortes grenzt Coßmannsdorf mit dem Veilchenweg, westlich Somsdorf an der Roten Weißeritz, nordöstlich Obernaundorf und südlich die Stadt Rabenau mit dem Galgenberg als die höchste Ortsflurgrenze mit (349 m) an.

## Geschichte

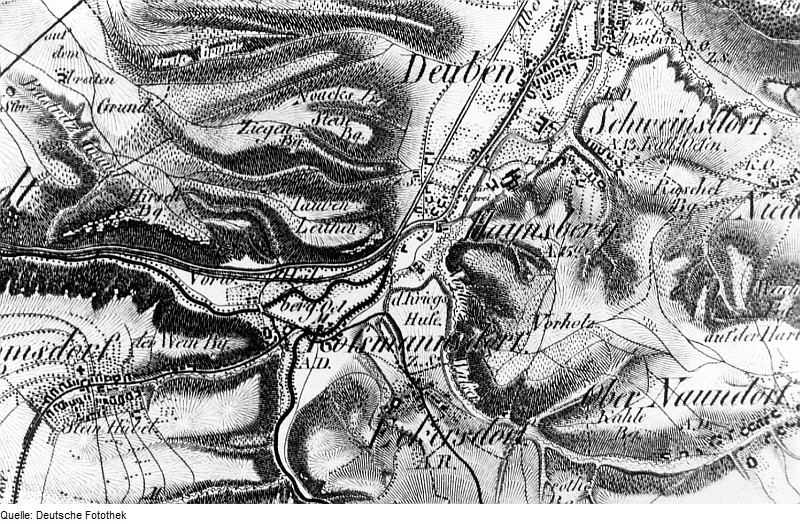
Karte von 1821 mit Eckersdorf

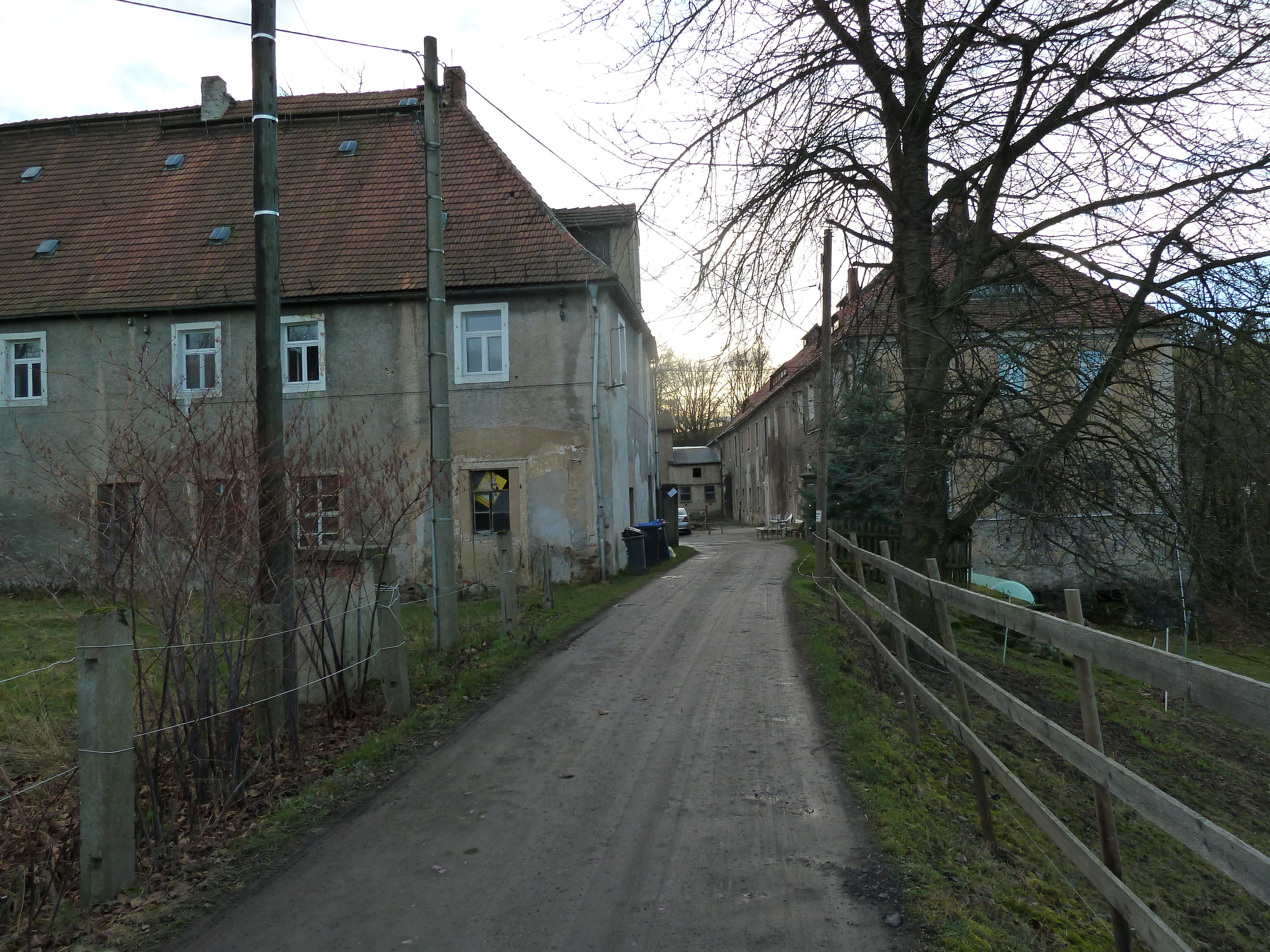
Einfahrt zum Rittergut Eckersdorf

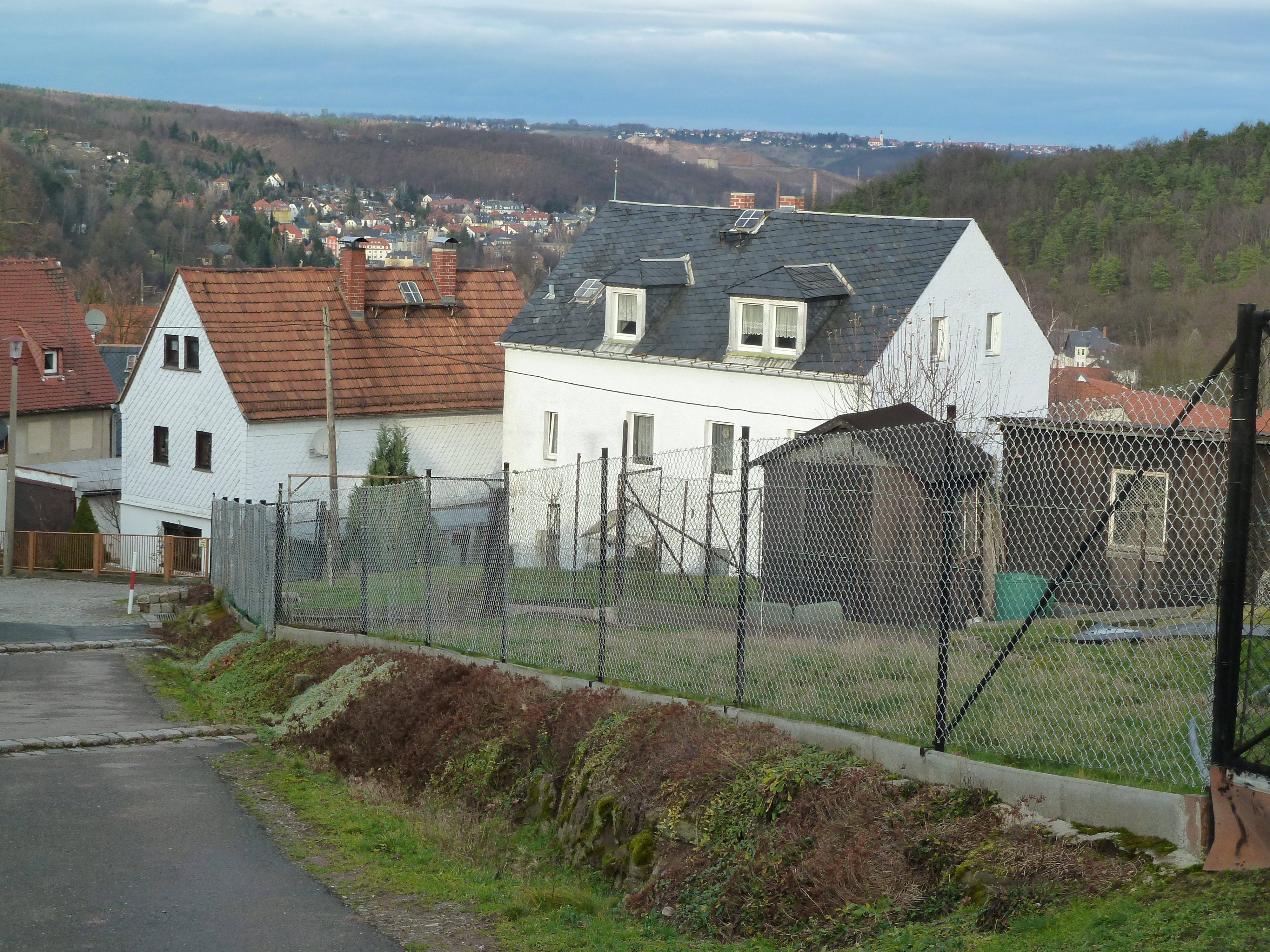
Landarbeiterhäuser

Eckersdorf wurde im Jahr 1370 als Eckirstorf (Gut des Eckehart) erstmals urkundlich erwähnt. 1551 übte das Rittergut Rabenau die Grundherrschaft aus. 1565 lag die Verwaltungszugehörigkeit beim Amt Berreuth, ab 1569 beim Amt Dippoldiswalde. Die Ober- und Erbgerichte war beim Gut Eckersdorf, 1843 gehörte der Ort zum Amt Grillenburg. Von 1856 bis 1875 zum Gerichtsamt Döhlen, dann zur Amtshauptmannschaft Dresden. 1706 erkaufte Andreas Gröhnert vom Rittergut Eckersdorf das Brau&Schankhaus mit Garten am Weg nach Rabenau und 3.Scheffel großen Feld, 1711 wird dieser Gröhnert erstmals als Schankwirt genannt. Das heutige Gasthaus wurde 1797 erbaut, worauf die Sandsteintafel am Eingang verweist. Ab 1900 verkaufte dieses Rollmopse, woher der Name Rollmopsschänke kommt. Der Ort war zur Kirche Somsdorf später nach Hainsberg gepfarrt. 1888 bestanden neben dem Allodialgut 3 kleinere Bauerngehöfte, 1907 waren es bereits 4 Gehöfte. 1912 wurde der Hochbehälter erbaut, welcher das Trinkwasser für die Ortschaften Eckersdorf und Coßmannsdorf speichert. Durch die 1935 entstandene Siedlung an der Straße Talblick bis an die Obernaundorfer Straße mit 15 Doppelhaushäusern, 4 Mehrfamilienhäuser in den 1930er Jahren am Veilchenweg, 13 Wohnblöcke im Jahre 1965 am Teilstück Oberhausener Straße bergaufwärts, sowie der Kindertagesstätte Regenbogen an der Rabenauer Straße entstanden neue Häuser in der Ortslage. 
Am 1. Oktober 1913 wurde der Ort nach Coßmannsdorf eingemeindet. Coßmannsdorf wiederum wurde im Juni 1933 nach Hainsberg eingemeindet, das sich 1964 Freital als Stadtteil anschloss. Eckersdorf wurde kein eigener Stadtteil der neuen Stadt, es blieb Hainsberg zugeordnet.

### Steinbruch
Der ca. 2,5 Hektar große Steinbruch oberhalb dem Kleingartenverein Backofenblick e.V in Coßmannsdorf, gehört zum Gut Eckersdorf, als Pächter werden im Jahre 1901 der Baumeister Partzsch aus Deuben, 1911 dem Emil Kamprath in Freiberg genannt, er besaß ein Schotterwerk und einen Eisenbahnanschluss.

### Gut Eckersdorf
Im Jahr 1275 wurde das Gut bei dem Verkauf der Herrschaft Rabenau erstmals erwähnt, zu dem das heutige gesamte Land des Dorfes gehörte. Im Jahre 1565 verkaufte es Johann Heinrich von Miltitz, dem auch die Burg Rabenau gehörte, an den Sächsischen Kurfürsten August.
Die Einwohner desselben Ortes mussten dem Gut vom Jahre 1623 an bis 1839 Frondienste und Frongelder leisten, bereits 1702 wird es als Allodialgut genannt. Nach der Eingemeindung von Eckersdorf nach Coßmannsdorf bildete das Allodial auch Freigut genannt weiterhin einen eigenen Gutsbezirk als Eckersdorf.
Das aus dem zur Burgherrschaft Rabenau gehörenden Vorwerk hervorgegangene amtssässige Rittergut lässt sich erstmals 1623 nachweisen wo es dem Münzmeister und Stempelschneider der Münzstätte Dresden, Heinrich von Rehnen gehörte, nach seinem Tote wird seine Ehefrau Margaretha von Rehnen 1633 Eigentümerin. 1643 gehörte es dem Schultheiß Caspar Barthel(Barthol), auch Reiter in dem kurfürstlichen Leibregiments zu Fuß, welcher 1647 der Kirche Rabenau das Altarbild stiftete, 1667 verkaufte die Johanna Charitas Starck geborene Mölich Ehefrau des Johann Georg Starcke das Gut an den Magister David Strauch. Als weitere Besitzer werden erwähnt, 1681 Johanna von Gersdorf, 1684 Hans Wolfen von Schönberg, 1693 Johann Baltasar und Anna Sophia von Bosen, 1699 Kurt Heinrich von Einsiedel, 1702 Friedrich Wilhelm von Marschall, 1709 Sigismund Hiliger, 1722 Martin Gottlob Lehmann, 1766 Christiana Friderika Lingke geborene Paul, 1767 Carl Friedrich Lingke, 1794 Carl Friedrich Eichhorn, 1794 Johann Gottlieb Wolf, 1804 Johann Georg Adam Beegs, 1819 Friedrich Daniel Beck, bis 1832 Oberst Friedrich August Johann von Nickelwitz, 1832 Carl Anton Spann, 1836 Friedrich Wilhelm Hofmann, 1839 Carl Gottlob Thieme und 1843 Carl Adolph Ferdinant Borsdorf. 1846 erkaufte es Carl Traugott Merbitz von Carl Wolf Ferdinant Borsdorf. ,1907 gehörte des dem Besitzer Carl Otto Merbitz dem 1925 noch eine Fläche von 100 ha gehörte. Am 8. Dezember 1931 wurde es mit knapp 61 Hektar und dem verpachteten Steinbruch versteigert. Die heutige Ortslage entstand, nachdem Dreißigjährigen Krieg auf dem Grund und Boden der Gutsflächen, auf welchen erste Häuser errichtet wurden. Nach 1945 wurde das Gut rechtswidrig im Zuge der Bodenreform enteignet. Nach 1990 gehörte es zur Wurgwitzer Jungrinder-Aufzucht-Genossenschaft Eg, die es 2011 verkaufte, heute ist es in Privatbesitz und wird als Reitsportanlage betrieben.

### Entwicklung der Einwohnerzahl
| Jahr | Einwohner                               |
| ---- | --------------------------------------- |
| 1551 | 5 besessene Mann, 1 Gärtner, 9 Inwohner |
| 1764 | 16 bewohnte Häuser                      |
| 1834 | 122, 16 bewohnte Häuser                 |
| 1855 | 196                                     |
| 1871 | 271                                     |
| 1907 | 320, 26 bewohnte Häuser                 |
| 1910 | 355                                     |

## Ortsvorsteher
Als letzter Bürgermeister wird zwischen 1889 und 1913 Ernst Louis Baumgart (* 23. Januar 1847 in Obernaundorf; † Eckersdorf) genannt.